# Polipogon
Polipogon (Polypogon Desf.) – rodzaj roślin z rodziny wiechlinowatych (Poaceae). Obejmuje 23 gatunki. Występują one w ciepłych strefach umiarkowanych obu półkul i w strefie międzyzwrotnikowej (przy czym w tropikach ich występowanie ograniczone jest do obszarów górskich). W południowej Europie rosną trzy gatunki. W Polsce jako przejściowo dziczejące (efemerofity) stwierdzone zostały dwa gatunki – polipogon montpeliański P. monspeliensis i polipogon zielony P. viridis.

## Systematyka
Pozycja systematyczna
Rodzaj z rodziny wiechlinowatych (Poaceae), rzędu wiechlinowców (Poales). W obrębie rodziny należy do podrodziny wiechlinowe (Pooideae), plemienia Poeae, podplemienia Agrostidinae.
Wykaz gatunków
- Polypogon × adscendens Guss.
- Polypogon australis Brongn.
- Polypogon chilensis (Kunth) Pilg.
- Polypogon elongatus Kunth
- Polypogon exasperatus (Trin.) Renvoize
- Polypogon fugax Nees ex Steud.
- Polypogon griquensis (Stapf) Gibbs Russ. & Fish
- Polypogon hissaricus (Roshev.) Bor
- Polypogon imberbis (Phil.) Johow
- Polypogon interruptus Kunth
- Polypogon ivanovae Tzvelev
- Polypogon linearis Trin.
- Polypogon magellanicus (Lam.) Finot
- Polypogon maritimus Willd.
- Polypogon mollis (Thouars) C.E.Hubb. & E.W.Groves
- Polypogon monspeliensis (L.) Desf. – polipogon montpeliański
- Polypogon nilgiricus Kabeer & V.J.Nair
- Polypogon parvulus Roseng., B.R.Arrill. & Izag.
- Polypogon pygmeus Tzvelev
- Polypogon schimperianus (Hochst. ex Steud.) Cope
- Polypogon subspathaceus Req.
- Polypogon tenellus R.Br.
- Polypogon tenuis Brongn.
- Polypogon viridis (Gouan) Breistr. – polipogon zielony